# Eerste Divisie 2024-2025
L'Eerste Divisie 2024-2025, nota anche come Keuken Kampioen Divisie per motivi di sponsorizzazione, è la sessantanovesima stagione di Eerste Divisie dalla sua fondazione, nel 1955. È iniziata il 9 agosto 2024 e terminerà il 9 maggio 2025.

## Stagione

### Formula
Le 20 squadre partecipanti si affrontano in un girone all'italiana con partite di andata e ritorno per un totale di 38 giornate. Le prime due squadre vengono promosse direttamente in Eredivisie, mentre la terza e la quarta classificata partecipano di diritto ai play-off per determinare la terza squadra che viene promossa insieme alle 4 squadre vincitrici dei periodi e alla sedicesima di Eredivisie. Poiché le squadre vincitrici dei periodi vengono ammesse ai play-off, ma possono già essere promosse sulla base del loro posizionamento in classifica, le squadre ammesse variano fino a far partecipare la squadra classificatasi ottava, o, in caso di alto posizionamento delle squadre delle riserve, fino alla dodicesima.

## Criteri per le squadre di riserva
Oltre alle squadre "normali", partecipano a questa serie quattro squadre composte dalle riserve di società di Eredivisie, ossia l'Ajax B, l'AZ Alkmaar B, il PSV Eindhoven B e l'Utrecht B: poiché si tratta delle squadre dei vivai, in olandese la denominazione è rispettivamente di Jong Ajax, Jong AZ, Jong PSV e Jong Utrecht, dove Jong significa "giovanili". 
Il 1º agosto 2020, la federazione - il KNVB - ha dettagliato sul suo sito web in quali scenari particolari le squadre di riserva del campionato sarebbero retrocesse dall'Eerste Divisie, mantenendoli anche per la stagione corrente. 

### Promozione in Eredivisie
Al contrario, tali squadre non possono essere promosse nemmeno vincendo il campionato, in quanto le squadre principali della loro società militano già in Eredivisie; questa situazione si è verificata per il Jong Ajax nel 2018.

### Retrocessione in Tweede Divisie
- Nessuna squadra delle riserve dell'Eerste Divisie può essere retrocessa in Tweede Divisie se quella peggio classificata nella seconda serie olandese è tra le prime 10.
- Se la squadra delle riserve peggio classificata in Eerste Divisie finisce tra l'11º e il 18º posto e la squadra delle riserve miglior classificata in Tweede Divisie finisce per prima, le due squadre si affronteranno in uno spareggio per decidere quale squadra giocherà nell'Eerste la prossima stagione e quale squadra giocherà nella Tweede.
- Se la squadra delle riserve peggio classificata nella Eerste Divisie finisce 19ª o 20ª e la squadra delle riserve miglior classificata nella Tweede arriva prima o seconda, la squadra dell'Eerste sarà retrocessa nella Tweede mentre la squadra nella Tweede sara promossa all'Eerste.
- Se una squadra delle riserve gioca nell'Eerste e la prima squadra è retrocessa dall'Eredivisie all'Eerste, le riserve vengono automaticamente retrocesse alla Tweede. Anche nel caso in cui questa squadra non arrivi ultima tra le squadre delle riserve, nessun'altra squadra sarà retrocessa.

## Squadre Partecipanti
| Club            | Stagione | Città            | Stadio                     | Stagione precedente |
| --------------- | -------- | ---------------- | -------------------------- | ------------------- |
| ADO Den Haag    |          | L'Aia            | Bingoal Stadion            |                     |
| Cambuur         |          | Leeuwarden       | Kooi Stadion               |                     |
| De Graafschap   |          | Doetinchem       | Stadio De Vijverberg       |                     |
| Den Bosch       |          | 's-Hertogenbosch | De Vliert                  |                     |
| Dordrecht       |          | Dordrecht        | GN Bouw Stadion            |                     |
| Eindhoven       |          | Eindhoven        | Jan Louwers Stadion        |                     |
| Emmen           |          | Emmen            | De Oude Meerdijk           |                     |
| Excelsior       |          | Rotterdam        | Van Donge & De Roo Stadion |                     |
| Helmond Sport   |          | Helmond          | Stadio De Braak            |                     |
| Jong Ajax       |          | Amsterdam        | Sportpark De Toekomst      |                     |
| Jong AZ Alkmaar |          | Alkmaar          | AFAS Trainingscomplex      |                     |
| Jong PSV        |          | Eindhoven        | PSV Campus De Herdgang     |                     |
| Jong Utrecht    |          | Utrecht          | Sportcomplex Zoudenbalch   |                     |
| MVV             |          | Maastricht       | De Geusselt                |                     |
| Roda JC         |          | Kerkrade         | Parkstad Limburg Stadion   |                     |
| Telstar         |          | Velsen           | Stadio Rabobank IJmond     |                     |
| TOP Oss         |          | Oss              | Frans Heesen Stadion       |                     |
| VVV-Venlo       |          | Venlo            | Stadion de Koel            |                     |
| Vitesse         |          | Arnhem           | GelreDome                  |                     |
| Volendam        |          | Volendam         | Kras Stadion               |                     |

## Classifica finale
|       | Pos. | Squadra         | Pt | G  | V  | N  | P  | GF | GS | DR  |
| ----- | ---- | --------------- | -- | -- | -- | -- | -- | -- | -- | --- |
|       | 1.   | Volendam +      | 82 | 38 | 26 | 4  | 8  | 87 | 48 | +39 |
|       | 2.   | Excelsior +     | 74 | 38 | 22 | 8  | 8  | 74 | 38 | +36 |
|       | 3.   | Cambuur         | 71 | 38 | 22 | 5  | 11 | 63 | 42 | +21 |
|       | 4.   | ADO Den Haag +  | 70 | 38 | 20 | 10 | 8  | 69 | 47 | +22 |
|       | 5.   | Dordrecht       | 68 | 38 | 20 | 8  | 10 | 69 | 46 | +23 |
|       | 6.   | De Graafschap   | 65 | 38 | 19 | 8  | 11 | 73 | 50 | +23 |
|       | 7.   | Telstar         | 61 | 38 | 17 | 10 | 11 | 69 | 47 | +22 |
|       | 8.   | Emmen           | 56 | 38 | 17 | 5  | 16 | 56 | 53 | +3  |
|       | 9.   | Den Bosch +     | 55 | 38 | 15 | 10 | 13 | 53 | 48 | +5  |
| [ 1 ] | 10.  | Jong AZ Alkmaar | 52 | 38 | 14 | 10 | 14 | 69 | 63 | +6  |
|       | 11.  | Roda JC         | 49 | 38 | 13 | 10 | 15 | 49 | 57 | -8  |
|       | 12.  | Eindhoven       | 51 | 38 | 14 | 9  | 15 | 58 | 64 | -6  |
|       | 13.  | Helmond Sport   | 46 | 38 | 12 | 10 | 16 | 53 | 61 | -8  |
|       | 14.  | VVV-Venlo       | 41 | 38 | 11 | 8  | 19 | 44 | 69 | -25 |
|       | 15.  | MVV             | 40 | 38 | 10 | 10 | 18 | 52 | 59 | -7  |
|       | 16.  | TOP Oss         | 38 | 38 | 8  | 14 | 16 | 30 | 60 | -30 |
| [ 1 ] | 17.  | Jong Ajax       | 36 | 38 | 9  | 9  | 20 | 37 | 52 | -15 |
| [ 1 ] | 18.  | Jong PSV        | 30 | 38 | 8  | 6  | 24 | 55 | 86 | -31 |
| [ 1 ] | 19.  | Jong Utrecht    | 23 | 38 | 4  | 11 | 23 | 31 | 82 | -51 |
|       | 20.  | Vitesse (-39)   | 5  | 38 | 11 | 11 | 16 | 54 | 73 | -19 |

Legenda:

      Promosso in Eredivisie 2025-2026
 Qualificata ai play-off
+  vincitore di periodo
Regolamento:

Tre punti a vittoria, uno a pareggio, zero a sconfitta.
La classifica viene stilata secondo i seguenti criteri:
- Punti conquistati
- Differenza reti generale
- Reti totali realizzate
- spareggio

## Classifica per periodi

### Periodo 1
|       | Pos. | Squadra         | Pt | G | V | N | P | GF | GS | DR  |
| ----- | ---- | --------------- | -- | - | - | - | - | -- | -- | --- |
|       | 1.   | Den Bosch       | 18 | 9 | 5 | 3 | 1 | 17 | 6  | +11 |
|       | 2.   | Helmond Sport   | 18 | 9 | 5 | 3 | 1 | 15 | 8  | +7  |
|       | 3.   | Excelsior       | 17 | 9 | 5 | 2 | 2 | 23 | 14 | +9  |
|       | 4.   | De Graafschap   | 15 | 9 | 4 | 3 | 2 | 22 | 17 | +5  |
|       | 5.   | Eindhoven       | 15 | 9 | 4 | 3 | 2 | 13 | 8  | +5  |
|       | 6.   | Dordrecht       | 15 | 9 | 4 | 3 | 2 | 11 | 9  | +2  |
|       | 7.   | Volendam        | 13 | 9 | 4 | 1 | 4 | 19 | 16 | +3  |
|       | 8.   | Telstar         | 13 | 9 | 3 | 4 | 2 | 13 | 10 | +3  |
|       | 9.   | Roda JC         | 13 | 9 | 3 | 4 | 2 | 10 | 12 | -2  |
|       | 10.  | Emmen           | 12 | 9 | 3 | 3 | 3 | 12 | 12 | 0   |
| [ 1 ] | 11.  | Jong PSV        | 11 | 9 | 3 | 2 | 4 | 14 | 14 | 0   |
| [ 1 ] | 12.  | Jong AZ Alkmaar | 11 | 9 | 3 | 2 | 4 | 17 | 19 | -2  |
|       | 13.  | ADO Den Haag    | 11 | 9 | 2 | 5 | 2 | 13 | 15 | -2  |
| [ 1 ] | 14.  | Jong Ajax       | 10 | 9 | 2 | 4 | 3 | 11 | 10 | +1  |
|       | 15.  | Cambuur         | 10 | 9 | 3 | 1 | 5 | 7  | 8  | -1  |
|       | 16.  | Vitesse (-39)   | 10 | 9 | 2 | 4 | 3 | 13 | 15 | -2  |
|       | 17.  | MVV             | 8  | 9 | 1 | 5 | 3 | 9  | 14 | -5  |
|       | 18.  | VVV-Venlo       | 8  | 9 | 2 | 2 | 5 | 9  | 17 | -8  |
|       | 19.  | TOP Oss         | 8  | 9 | 2 | 2 | 5 | 7  | 20 | -13 |
| [ 1 ] | 20.  | Jong Utrecht    | 4  | 9 | 0 | 4 | 5 | 8  | 19 | -11 |

Regolamento:

Tre punti a vittoria, uno a pareggio, zero a sconfitta.
La classifica viene stilata secondo i seguenti criteri:
- Punti conquistati
- Differenza reti generale
- Reti totali realizzate

## Spareggi

### Play-off promozione-retrocessione
La 16ª classificata in campionato più sei squadre dell'Eerste Divisie 2024-2025 si giocano un posto nell'Eredivisie 2025-2026. Le perdenti parteciperanno invece all'Eerste Divisie 2025-2026. La 16ª classificata in campionato accede direttamente alle semifinali dove incontrerà una delle 3 vincintrici del primo turno.

#### Primo turno
| Squadra 1                       | Totale | Squadra 2    | Andata | Ritorno     |
| ------------------------------- | ------ | ------------ | ------ | ----------- |
| 12 maggio 2025 / 16 maggio 2025 |        |              |        |             |
| Den Bosch                       | 2 - 1  | Roda JC      | 1 - 0  | 1 - 1 (dts) |
| 13 maggio 2025 / 17 maggio 2025 |        |              |        |             |
| Telstar                         | 2 - 1  | ADO Den Haag | 2 - 0  | 0 - 1       |
| De Graafschap                   | 0 - 2  | Dordrecht    | 0 - 0  | 0 - 2       |

#### Semifinale
| Squadra 1                       | Totale          | Squadra 2 | Andata | Ritorno     |
| ------------------------------- | --------------- | --------- | ------ | ----------- |
| 20 maggio 2025 / 23 maggio 2025 |                 |           |        |             |
| Den Bosch                       | 1 - 2           | Telstar   | 0 - 0  | 1 - 2 (dts) |
| 21 maggio 2025 / 24 maggio 2025 |                 |           |        |             |
| Dordrecht                       | 4 - 4 (4-5 dtr) | Willem II | 2 - 1  | 2 - 3       |

#### Finale
| Squadra 1                       | Totale | Squadra 2 | Andata | Ritorno |
| ------------------------------- | ------ | --------- | ------ | ------- |
| 29 maggio 2025 / 1° giugno 2025 |        |           |        |         |
| Telstar                         | 5 - 3  | Willem II | 2 - 2  | 3 - 1   |